# 東福寺 (大阪市)
東福寺（とうふくじ）は、大阪府大阪市住吉区にある、信貴山真言宗の寺院。山号は天王山。

## 由緒
- 楠木正成は、当寺の本尊に祈願して楠木正行を授かったと伝わる。
- 楠木正行は、四條畷の戦いに赴く際、当寺の本尊に戦勝祈願したと伝わる。
- 文化年間に住吉村の会所とするため現在地に移転。
- 現在の本堂は正徳年間の創建。

## 交通
- 南海高野線住吉東駅
- 阪堺電気軌道神ノ木停留場

## 文化財
- 本尊秘仏毘沙門天王
  - 楠木正成の千早城における念持佛である。
- 四天王
  - 室町期の作であると推定されている。
- 毘沙門天王壁画
- 不動明王
- 愛染明王
- 弘法大師
- 聖徳太子孝養之像
  - 江戸中期の作。
- 千手観音菩薩尊画
  - 昭和の国宝仏画復原の大家、宮原柳僊画伯の作。

ほか。

## その他
- 本尊の毘沙門天王は秘仏として正月三が日のみ開帳される。
- 本堂創建時には、書院や土蔵なども有していたが、現在は、墓地等になっている。